# Ludwig Lange
Ludwig Lange (21 de junio de 1863 en Gießen; 12 de julio de 1936 en Weinsberg) fue un físico alemán.

## Biografía
Lange estudió matemática, física y también psicología, epistemología y ética en la Universidad de Leipzig y en la Universidad de Gießen entre los años 1882 y 1885. Fue asistente de Wilhelm Wundt entre 1885 y 1887 y obtuvo un doctorado en filosofía en 1886. Después de graduarse, trabajó varios años como investigador independiente en el campo de la fotografía. Desde 1887 presentó síntomas crecientes de una enfermedad nerviosa. En 1936 falleció en un hospital psiquiátrico (Klinikum am Weissenhof) en Weinsberg.
Lange es reconocido por haber inventado términos tales como sistema de referencia inercial y tiempo inercial (1885), utilizados por él en vez del "tiempo y espacio absolutos" de Newton. Lange hizo un esfuerzo consciente por interpretar la primera ley de Newton de forma relativista, para librarla de la necesidad de un espacio y un tiempo absolutos. Sus aportes fueron importantes para el desarrollo de la Teoría de la relatividad especial después de 1900.

## Publicaciones
- Lange, L. (1885). «Über die wissenschaftliche Fassung des Galileischen Beharrungsgesetzes». Philosophische Studien 2.

- Lange, L. (1902). «Das Inertialsystem vor dem Forum der Naturforschung». Philosophische Studien 20.